# سفارت اسپانیا در مسکو
سفارت اسپانیا در مسکو (به لاتین: Embassy of Spain) یک منطقهٔ مسکونی و نمایندگی سیاسی این کشور در روسیه است که در Presnensky District واقع شده‌است.